# Une note d'espoir
Une note d'espoir (Vai na Fé) est une telenovela brésilienne produite et diffusée entre le 16 janvier 2023 et le 11 août 2023 sur Rede Globo.
En France d'outre-mer, le feuilleton a été remonté en 90 épisodes de 45 minutes et diffusée entre le 18 janvier 2024 et le 21 mai 2024 sur le réseau La 1ère.

## Synopsis
Dans sa jeunesse, Sol (Sheron Menezzes) a abandonné son rêve de devenir chanteuse de funk pour devenir évangélique et épouser Carlão (Che Moais). Cependant, 20 ans plus tard, Sol reçoit une invitation à être choriste du chanteur en déclin Lui Lorenzo (José Loreto), après avoir été découvert en train de chanter alors qu'il vendait des paniers-repas au centre-ville de Rio de Janeiro. Avec deux filles à élever et un mari au chômage, Sol accepte, mais la décision bouleverse sa vie : elle acquiert de plus en plus de renommée et est harcelée à l'église pour son comportement "mondain", ainsi que face à l'engouement de Lui et à ses retrouvailles avec Ben (Samuel de Assis) son amour de jeunesse qui ne l'a jamais oubliée. Cette rencontre remet en question le mariage de Ben avec Lumiar (Carolina Dieckmann), une avocate dure et contrôlante .

## Distribution

### Rôles principaux
| Acteur/Actrice         | Personnage                               |
| ---------------------- | ---------------------------------------- |
| Sheron Menezzes        | Solange da Silva Carvalho (Sol)          |
| Samuel de Assis        | Benjamin Lupe Garcia (Ben)               |
| Emilio Dantas          | Theo Camargo Bastos                      |
| Carolina Dieckmann     | Lumiar Lorenzo                           |
| José Loreto            | Lui Lorenzo Campos                       |
| Regiane Alves          | Clara Albuquerque Bastos                 |
| Renata Sorrah          | Wilma Campos                             |
| Bella Campos           | Jenifer Daiane da Silva Carvalho (Jeni)  |
| Clara Moneke           | Kate Cristina Ramos / Kátia              |
| Caio Manhente          | Rafael Albuquerque Bastos (Rafa)         |
| Carla Cristina Cardoso | Bruna Ramos                              |
| Letícia Salles         | Érika Teixeira                           |
| Luis Lobianco          | Vitor de Oliveira Senna (Vitinho)        |
| Elisa Lucinda          | Marlene da Silva                         |
| Zé Carlos Machado      | Fábio Lorenzo                            |
| Cláudia Ohana          | Dora Lorenzo                             |
| Mel Maia               | Guilhermina Alcântara de Azevedo (Guiga) |
| Jean Paulo Campos      | Yuri dos Santos                          |
| MC Cabelinho           | Hugo de Oliveira                         |
| Jonathan Haagensen     | Orfeu Caruso                             |
| Priscila Steinman      | Helena Vanberg                           |
| Marcos Veras           | Evilásio Simas Neto (Simas)              |
| Gabriel Contente       | Otávio Martins de Lemos (Tatá)           |
| Henrique Barreira      | Frederico Monteiro (Fred)                |
| Clara Serrão           | Isabela Vieira (Bela)                    |
| Flora Camolese         | Maria Beatriz (Bia)                      |
| Guthierry Sotero       | Vinicius Sales (Vini)                    |
| Matheus Abreu          | Eduardo Solano                           |
| Neyde Braga            | Neide Batista                            |
| Orlando Caldeira       | Anthony Verão / Antônio Araújo           |
| Lucas Oradovschi       | Jairo Damasceno                          |
| Tati Vilela            | Naira Damasceno                          |
| Azzy                   | Ivy Gouveia (Ivy Furacão)                |
| Alan Oliveira          | DJ Cidão                                 |
| Adriano Canindé        | Pastor Miguel                            |
| Waldo Plano            | Joel Batista                             |
| Laiza Santos           | Alice                                    |
| Theo Parizzi           | Vicente                                  |
| Heitor Martinez        | Ricardo Saltarelli                       |
| Giuliano Laffayete     | Dr. Fabrício                             |
| Renata Miryanova       | Sheila Palhares                          |
| Agatha Duarte          | Drª. Laís                                |
| Cris Wersom            | Sabrina                                  |
| Francisco Salgado      | Horácio                                  |
| Manu Estevão           | Maria Eduarda da Silva Carvalho (Duda)   |
| Nathália Costa         | Meire                                    |
| Lipe Rodrigues         | Bryan Lucas Batista                      |
| Nego Ney               | Gil                                      |

### Participations spéciales
| Acteur/Actrice        | Personnage                          |
| --------------------- | ----------------------------------- |
| Che Moais             | Carlos Eduardo Carvalho (Carlão)    |
| Antonio Calloni       | Stuart Phillips / Aristides Formiga |
| Bruno Garcia          | Marcos Lorensato                    |
| Samara Felippo        | Vera Caldas                         |
| Ângelo Paes Leme      | Mauro Vieira                        |
| Bruno Padilha         | Emílio de Alcântara Azevedo         |
| Otávio Augusto        | Aurélio Siqueira                    |
| Roberta Gualda        | Ruth Siqueira                       |
| Brenda Sabryna        | Amandinha                           |
| Kiko Pissolato        | Julião                              |
| Cíntia Rosa           | Angélica                            |
| Vitor Thiré           | Lucas Martins                       |
| Daniel Andrade        | Promotor Cabral                     |
| Clara Tiezzi          | Talita                              |
| Alessandro Brandão    | Silvestre                           |
| Fernando Sampaio      | Heitor Saraiva                      |
| Vanessa Pascale       | Fernanda                            |
| Vanessa Bueno         | Raquel                              |
| Rafael Baronesi       | Dr. Jorge                           |
| Paulo Reis            | Juiz Cristiano Fenerich             |
| Jitman Vibranovski    | Juíz Eurípides                      |
| Roberto Frota         | Desembargador Alves                 |
| Leonardo Franco       | Promotor Robério Gerosa             |
| Verônica Debom        | Dezirê Noronha                      |
| Luiza Loroza          | Cristal                             |
| Vandré Silveira       | Antônio                             |
| Cácia Goulart         | Simone Garcia                       |
| Fifo Benicasa         | Alexandre                           |
| Juliana França        | Paula Garcia                        |
| Marcello Gonçalves    | Geremias                            |
| Ana Flavia Cavalcanti | Promotora Valéria                   |
| Tulanih               | Janaína Freitas Lima                |
| Janamô                | Vanessa da Jaqueira                 |
| André Silberg         | Domênico                            |
| Magno Peixoto         | Adalberto Noronha                   |
| Cynthia Lee Fontaine  | Michael / Drag Cucu                 |
| Maria Alice Guedes    | Vitória                             |
| Aisha Moura           | Lívia                               |
| Clarisse Miranda      | Renata                              |
| Zu Vedovato           | Vivian                              |
| Moises Salazar        | Estevão                             |
| Lorena Lima           | Grazi                               |
| Diego Riques          | Gabriel                             |
| Eloísa Yamashita      | Jade                                |
| Sofia Starling        | Gisela                              |
| Dan Gregorio          | Pablo                               |
| Cridemar Aquino       | Gonzaga                             |
| Jade Cardozo          | Letícia                             |
| Valdinéia Soriano     | Mãe Ana de Oyá                      |
| Reinaldo Júnior       | DJ BellAir                          |
| Ygor Guidoux          | MC Nei Nei                          |
| Jussara Mathias       | Alzira                              |
| Pedro Camargo         | Kaduzinho                           |
| Vítor Queiroz         | Danilo                              |
| Luan Borges           | Carlitos                            |
| Vinícius Scribel      | Guilherme Monteiro Copobianco       |
| Tamie Panet           | Jany                                |
| Zé Wendell            | Charles Pierre                      |
| Wanderson Brazil      | Dr. Garcia                          |
| Ana Paula Lopes       | Isabel                              |
| Ubiraci Miranda       | Jefferson                           |
| Jana Guinond          | Edileuza                            |
| Daniel Ratto          | Francisco                           |
| Natascha Falcão       | Carmen                              |
| Álvaro Diniz          | Gilmar                              |
| Anderson Cunha        | Lúcio Mauro                         |
| André Tavares         | Tomás                               |
| Lian Gaia             | Promotora Izabel                    |
| Gilson Gomes          | Beto Brasa                          |
| Jê Soares             | Sol (jovem)                         |
| Isacque Lopes         | Ben (jovem)                         |
| Hanna Romanazzi       | Lumiar (jovem)                      |
| Mateus Honori         | Carlão (jovem)                      |
| Matheus Polis         | Theo (jovem)                        |
| Pedro Burgarelli      | Lui (criança)                       |
| Rhavine Chrispim      | Marlene (jovem)                     |
| Anna Pimenta          | Wilma (jovem)                       |
| Hugo Caramello        | Fábio (jovem)                       |
| Nicollas Paixão       | Orfeu (jovem)                       |
| Dhara Lopes           | Bruna (jovem)                       |
| Anderson Oli          | Vitinho (jovem)                     |
| Marcus Maria          | Simas (jovem)                       |
| Deborah Secco         | Alexia Máximo                       |
| Diego Montez          | Willian Carneiro                    |
| Heloísa Jorge         | Pastora Dagmar Muricy               |
| Pablo Sanábio         | Maximiliano Augusto (Max)           |
| Alessandro Moussa     | Professor Balbino                   |
| Ramille               | Melissa Ponza                       |
| Digão Ribeiro         | FlashBlack                          |
| Jéssica Ellen         | Adele                               |
| Giovana Cordeiro      | Luna Coelho                         |
| Micael Borges         | Jefinho Sem-Vergonha                |
| Christiane Torloni    | Ela mesma                           |
| Luciano Huck          | Ele mesmo                           |
| Fátima Bernardes      | Ela mesma                           |
| Fábio Porchat         | Ele mesmo                           |
| Ivete Sangalo         | Ela mesma                           |
| Buchecha              | Ele mesmo                           |
| Mariana Ximenes       | Ela mesma                           |
| Ludmilla              | Ela mesma                           |
| Rene Silva            | Ele mesmo                           |
| Maiara & Maraisa      | Elas mesmas                         |
| Roberta Campos        | Ela mesma                           |
| Maria Beltrão         | Ela mesma                           |
| Rita Batista          | Ela mesma                           |
| Thiago Oliveira       | Ele mesmo                           |
| Thalita Morete        | Ela mesma                           |
| Patrícia Fazan        | Ela mesma                           |
| Lulu Santos           | Ele mesmo                           |
| Walcyr Carrasco       | Ele mesmo                           |
| João Emanuel Carneiro | Ele mesmo                           |
| Gloria Perez          | Ela mesma                           |
| Negra Li              | Ela mesma                           |
| MC Liro               | Ele mesmo                           |
| Tom Fiore             | Gerson                              |

## Version française
La version française est assurée par Studio Plug-in au Maroc.
Avec les voix de Fanny Dalmau, Christophe Cérino, Olivier Mutelet, Nathalie Leplay, Emmanuelle Brindel, Hélène Tran, Abdala Zelloufi, Guillaume Escaffre, Dominique Saouri, Claire Staub, Farida Hamou, Michèle Lepez, Serge Barreau, Dounia Elmedkouri, Safia Ouazzani, Hamza Touijri, Sophie Pastrana, Adrien Caminada, Gabriel Delmas et Camilia Hamdaoui.